# Rutilia subtustomentosa
Rutilia subtustomentosa là một loài ruồi trong họ Tachinidae.